# Land- und Stadtgericht Sandau
Das Land- und Stadtgericht Sandau war ein preußisches Land- und Stadtgericht mit Sitz in Sandau (Elbe).

## Geschichte
Nach den Napoleonischen Kriegen bemühte sich der preußische Staat, die Gerichtsbarkeit der Städte und der Gutsbesitzer in staatliche Hand zu überführen. Von Mitte der 1810er bis Ende der 1820er Jahre wurde das Land- und Stadtgericht, also ein Gericht, welches für Stadt und Landbezirke zuständig war, zur üblichen Organisationsform für Eingangsgerichte in Landstädten in Preußen.
Das so entstandene Land- und Stadtgericht Sandau war ein Gericht 2. Klasse und mit einem Richter und einem Justizkommissar besetzt. Gericht 2. Klasse bedeutete, dass es nur als Einzelrichter entscheiden konnte und keine kollegialen Entscheidungen treffen konnte. Sein Sprengel umfasste 4335 Gerichtseingesessene in den Orten Sandau, Garz, Kuhlhausen, Molkenberg, Rehberg und Warnau sowie teilweise in Klietz und Wulkau. Übergeordnet was das Oberlandesgericht Magdeburg.
Nach der Märzrevolution wurden in Preußen einheitlich Kreisgerichte als Eingangsgerichte eingerichtet und die Patrimonialgerichtsbarkeit abgeschafft. Damit entstand 1849 in Sandau die Gerichtskommission Sandau des Kreisgerichts Perleberg im Sprengel des Kammergerichtes und das Land- und Stadtgericht Sandau wurde aufgehoben.